# Marc Bolan
Pour les articles homonymes, voir Bolan.
Ne doit pas être confondu avec Mack Bolan.
Marc Bolan, nom de scène de Mark Feld, né le 30 septembre 1947 à Londres dans le quartier de Stoke Newington (Angleterre) et mort le 16 septembre 1977 à Barnes, est un chanteur, guitariste, parolier, compositeur et poète britannique, leader du groupe T. Rex. Au début des années 1970, il a été l'un des principaux représentants du glam rock.

## Biographie
Fils d'un chauffeur de camions, Marc Bolan grandit dans l'Angleterre d'après-guerre à Hackney, à l'est de Londres puis à Wimbledon. Il s'enthousiasme pour le rock 'n' roll de Gene Vincent et Chuck Berry à un âge précoce. À l'âge de neuf ans, Bolan reçoit sa première guitare et intègre un groupe de skiffle peu de temps après. En pleine adolescence, il quitte l'école « par consentement mutuel » pour rejoindre brièvement une agence de mannequins. Il y devient un « John Temple Boy », un mannequin qui figure dans les catalogues de vêtements pour hommes. À l'âge de 17 ans, il essaie de démarrer une carrière dans la musique, arbore une casquette en denim et joue d'une guitare acoustique — Bob Dylan puis Syd Barrett comptent alors parmi ses influences.
En 1967 il rejoint brièvement les John's Children, un groupe mod dont le répertoire est un rhythm 'n' blues très électrique, et pour lequel il écrit la chanson Desdemona, qui deviendra un hit mineur.

### T. Rex
En 1968, Marc Bolan forme le duo acoustique Tyrannosaurus Rex avec le percussionniste Steve Peregrin Took aux tablas. Ses textes poétiques évoquent les écrits de Tolkien et Lewis Carroll. Un single, Debora remporte un certain succès. En 1969, Bolan entame une idylle avec Marsha Hunt qu'il rencontre dans le studio où ils enregistrent Unicorn. C'est leur meilleur album mais des tensions apparaissent très vite au sein du duo. Bolan se sépare alors de son acolyte Took pour divergences politiques : ce dernier est remplacé par Mickey Finn. En 1970, Bolan modifie la formule de son groupe et le rebaptise T. Rex. Le compositeur électrise dès lors ses compositions avec Finn toujours à ses côtés : le bassiste Steve Currie et le batteur Bill Legend les rejoignent, mais les photos ne présentent toujours que le duo Bolan / Finn. 
T. Rex connait alors un succès phénoménal en Grande-Bretagne, appelé T. Rextasy, comparable à la Beatlemania. En 1971, les hits Hot Love, Get It On et l'album Electric Warrior font de Bolan une star. Grâce à son look androgyne et ses vêtements aux couleurs chatoyantes, il devient dès lors un des pionniers du glam rock. 
The Slider sorti un an après, remporte à nouveau un immense succès, à la fois critique et public, tout comme Tanx avec ses accents soul et gospel. Mais dès 1974 la tendance s'inverse. La popularité du chanteur fléchit et la presse lui reproche de ne plus se renouveler. En 1976, il est critiqué pour ses influences western sur la chanson I Love to Boogie, fortement inspirée par un titre du répertoire du légendaire chanteur Webb Pierce : quoi qu'il en soit, ce titre lui permet de renouer avec le succès.

### Mort
Le 16 septembre 1977, revenant d'une tournée avec le groupe punk The Damned, Marc Bolan est mort dans un accident de voiture à Londres ; Marc Bolan était passager, sa compagne, Gloria Jones, a perdu le contrôle de sa mini 1275 GT et la voiture a heurté violemment un arbre. Le chanteur est décédé sur le coup alors que la conductrice s'en est sorti avec une fracture du bras et la mâchoire cassée. L'Américaine Gloria Jones, mère de Rolan Bolan, le fils de Marc, a été l'interprète du morceau Tainted Love qui a ensuite été popularisé par Soft Cell au début des années 1980.
À son enterrement, David Bowie et Rod Stewart viennent lui rendre un dernier hommage. Le service funèbre a lieu à la synagogue de Golders Green (reflétant l'héritage juif de son père — Bolan lui-même avait déclaré qu'il était juif bien que sa mère fût chrétienne). Ses cendres ont ensuite été déposées au crématorium de Golders Green.
Ironie du sort, dans les médias, sa disparition est éclipsée par celle d'Elvis Presley survenue un mois auparavant.
Marc Bolan n'avait jamais voulu apprendre à conduire, craignant lui-même une mort prématurée. Malgré cette peur, les voitures ou les composants automobiles sont souvent mentionnés dans ses textes, faisant parfois même l'objet de beaucoup de ses chansons. Le site de l'accident, le long de la route Queen's Ride  est devenu depuis un lieu de « pèlerinage » pour les fans de Marc Bolan, comme cela a été rapporté par les médias anglais. Depuis 1999, l'endroit est pris en charge par un organisme de bienfaisance dénommé TAG, signifiant « Groupe d'Action T. Rex ».

## Influence
Si depuis son décès, Marc Bolan a été encensé par une multitude d'artistes dont Morrissey, Bono de U2, ou encore Siouxsie and the Banshees, il n'en a pas toujours été de même de son vivant. Salué par certains critiques, Bolan a aussi été quelque temps mal considéré par une partie de la presse musicale. Cependant, son fan club très actif a permis de redresser cette image pour qu'il soit définitivement consacré comme l'un des rockers « glam » les plus originaux de la scène britannique des années 1970. Avec sa voix chevrotante et son jeu de guitare simple et efficace, Bolan a créé le style « Space Boogie » empreint d'une poésie étrange et originale.
De son propre aveu, sa tenue vestimentaire et sa coiffure s'inspiraient fortement du look de Syd Barrett, ce qui irritait ce dernier.
Marc Bolan restera un des inventeurs du glam rock, tout comme un autre artiste androgyne de cette époque, David Bowie, auteur de l'album Ziggy Stardust. Le titre Lady Stardust de Bowie est d'ailleurs une allusion à Marc Bolan. Le genre glam rock fera ensuite des émules avec d'autres groupes comme Slade et Sweet.
Par ailleurs, Marc Bolan est désormais un guitar hero reconnu par ses pairs : le compositeur Johnny Marr du groupe The Smiths l'a cité dans ses 10 guitaristes préférés,.

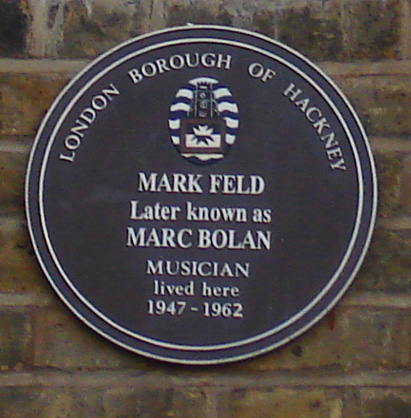
Plaque commémorative de la maison, chez les enfants de Marc Bolan à Londres.

Ses chansons ont été revisitées par plusieurs musiciens. Left Hand Luke et Life is Strange ont été reprises par Martin Gore de Depeche Mode. Children of the Revolution a été interprétée par Pete Doherty au Live 8, ainsi que par le groupe Scorpions et Bono qui l'a chantée avec Gavin Friday pour la B.O du film Moulin Rouge. À la fin des années 1990, le groupe Placebo a enregistré une reprise de 20th Century Boy pour la bande originale du film Velvet Goldmine. Le musicien américain Ty Segall, pour qui Marc Bolan constitue une influence majeure, consacre en 2015 un album entier de reprises de T.Rex dans Ty Rex.

Marc Bolan a aussi inspiré le chanteur crooner Marc Almond qui lui a rendu hommage lors d'un concert à Londres en 2007.